# Дадли, Джейн
Джейн Да́дли, герцогиня Нортумберленд (англ. Jane Dudley; 1508/1509 — январь 1555) — английская аристократка, дочь Эдуарда Гилфорда, супруга Джона Дадли, герцога Нортумберленда, мать Гилфорда Дадли, мужа девятидневной королевы Джейн Грей, и Роберта Дадли, фаворита королевы Елизаветы I.
Джейн воспитывалась вместе с будущим супругом, который находился под опекой её отца; они поженились, когда Джейн было шестнадцать лет и в браке у них родилось тринадцать детей. Джейн была фрейлиной при дворе Генриха VIII и была близка с его последней женой Екатериной Парр. Также, будучи протестанткой, Джейн поддерживала протестантскую мученицу Энн Аскью.
При короле Эдуарде VI супруг Джейн стал весьма влиятелен при дворе и получил титулы графа Уорика и герцога Нортумберленда. При дворе Джейн заключила для своих детей выгодные брачные союзы; её сын Гилфорд стал супругом будущей королевы Джейн Грей. Брачный союз с Греями привёл к падению семейства Дадли в 1553 году, когда к власти в стране пришла католичка Мария Тюдор. После казни супруга и сына Джейн смогла добиться освобождения из Тауэра других своих сыновей благодаря благосклонности испанского принца Филиппа, который стал супругом королевы Марии I. Джейн умерла в 1555 году в возрасте около 46 лет.

## Семья и брак
Джейн Гилфорд родилась в Кенте в 1508 или 1509 году и была единственной дочерью сэра Эдуарда Гилфорда и Элеоноры Уэст, дочери Томаса Уэста, 8-го барона де Ла Варра. Джейн обучалась дома вместе с братом Ричардом и Джоном Дадли, находившимся под опекой её отца с 1512 года.
В 1525 году, в возрасте примерно 16 лет, Джейн вышла замуж за Дадли, которому на тот момент был примерно 21; договорённость о браке была достигнута их родителями за много лет до этого. Семейная жизнь Джейн и Джона, судя по всему, была счастливой и не омрачалась никакими скандалами; стихотворение, появившееся примерно в 1553 году, восхваляет «любовь и преданность» их брака.
Отец Джейн умер в 1534 году, не оставив завещания. Поскольку его единственный сын Ричард умер за несколько лет до этого, имущество сэра Эдварда унаследовал его племянник Джон. Джона Дадли это не устраивало, поскольку он считал, что наследницей должна была стать именно Джейн. При содействии Томаса Кромвеля Джон и Джейн смогли отсудить наследство её отца.

## Жизнь при дворе
Джейн служила фрейлиной при Анне Болейн и Анне Клевской. При дворе Болейн она заинтересовалась реформистской религией и с середины 1530-х годов Джейн вместе с мужем оказалась в евангелистских кругах. В 1542 году супруг Джейн получил титул виконта Лайла. В этот период Джон сблизился с Уильямом Парром, чья старшая сестра Екатерина в 1543 году стала последней женой короля Генриха VIII. Благодаря этой дружбе Джейн стала одной из четырёх дам, которые сопровождали Екатерину к алтарю в день её свадьбы. Виконтесса Лайл также относилась к группе придворных, сочувствовавших поэтессе Энн Аскью, с которой Джейн общалась во время заключения Энн в 1545—1546 годах. Ярая протестантка Энн Аскью была сожжена за ересь в июле 1546 года епископом Гардинером.
Своих детей Дадли воспитывали в духе ренессансного гуманизма. Джейн лично ознакомлялась с материалами, по которым обучались её дети: так в 1553 году она одобрила две работы математика и герметиста Джона Ди о небесной структуре и приливах. Джейн была близка со всеми своими детьми; она была сильно опечалена, когда в 1544 году её девятнадцатилетний сын Генри умер во время осады Булони. Сама Джейн страдала некими припадками: 1548 году государственные дела требовали пребывания Джона при дворе, однако он не смог оставить супругу, которая «перенесла очередной припадок, более сильный чем когда-либо ранее».
В начале правления Эдуарда VI супруг Джейн получил титул графа Уорика, в то время как Эдуард Сеймур стал герцогом Сомерсетом и лордом-протектором при малолетнем короле, вопреки завещанию короля Генриха VIII. В октябре 1549 года Сомерсет потерял свою власть, был арестован и посажен в Тауэр, когда Тайный совет выступил против единоличной власти протектора. Джон Дадли, ставший главой Тайного совета в 1550 году, освободил Сомерсета и позволил ему вернуться в совет. Ранее Джейн и герцогиня Сомерсет предпринимали попытки примирить супругов, которые на тот момент являлись политическими противниками; с этой же целью был организован брак между старшими детьми герцога и графа — Джоном Дадли и Энн Сеймур. В июне 1550 года состоялась грандиозная свадьба во дворце Шин, в которой принимал участие сам король. Мир между Дадли и Сеймуром продлился недолго: Сомерсет строил планы по свержению Дадли и был казнён за предательство в январе 1552 года.
Джейн разделяла влияние мужа при дворе, который стал герцогом Нортумберлендом в октябре 1551 года. Её покровительства добивались финансист Томас Грешем и дипломат Ричард Моррисон; сама Джейн заступалась за старшую сестру короля Марию, которая стала крёстной матерью одной из дочерей герцогини в 1545 году.

## Свекровь королевы
Король Эдуард заболел в начале 1553 года и к началу июня его состояние было безнадёжно. К этому времени имперский посол Жан Шейфве уже больше года был убеждён, что супруг Джейн занимался неким «большим заговором», целью которого было надеть на голову Дадли корону. Находясь в поисках признаков заговора посол предполагал, что Джон собирается развестись с женой и жениться на принцессе Елизавете. Однако в июне 1553 года король составил документ под названием «Устройство правопреемственности» (англ. Device of the Succession), в финальной версии которого корона после смерти Эдуарда VI передавалась его кузине Джейн Грей, а сёстры короля, Мария и Елизавета, отстранялись от престолонаследия.
За месяц до появления «Устройства», 25 мая 1553 года, в лондонском доме Дадли состоялась тройная свадьба: сын Джейн, Гилфорд, женился на Джейн Грей; младшая сестра Гилфорда, Кэтрин, вышла замуж за Генри Гастингса, наследника графа Хантингдона; сестра Джейн, тоже Кэтрин, вышла замуж за Генри Герберта, наследника графа Пембрука. Несколько месяцев спустя эти браки стали рассматриваться как доказательства заговора герцога Нортумберленда, стремившегося привести свою семью к трону. Однако непосредственно перед и во время свадебных торжеств эти союзы не вызывали никаких подозрений даже у самых бдительных наблюдателей. Современные историки интерпретируют эти браки лишь как часть «рутинной политики династических браков», а инициатором матримониальных планов называют маркизу Нортгемптон. Брачные торжества сопровождались великолепными фестивалями, турнирами, играми и маскарадами. Гостями на празднествах были венецианский и французский послы (вместе с тем, имперские послы приглашены не были), а также «большое число простых людей… и ещё больше представителей знати». Гилфорд Дадли и некоторые другие гости получили пищевое отравление «из-за ошибки повара, который перепутала листья».
После смерти короля Эдуарда 6 июля 1553 года супруги Дадли с усердием взялись за исполнение последней воли короля и послы Священной Римской империи и Франции были уверены в успешном исходе. Однако леди Джейн неохотно приняла корону: она сдалась лишь после увещеваний собрания дворян, в числе которых были её родители и другие родственники, и давления со стороны Дадли. 10 июля Джейн Дадли сопровождала сына и невестку во время торжественного въезда в лондонский Тауэр, где молодожёны провели своё недолгое правление. В Тауэре произошёл первый острый конфликт Джейн Грей с семьёй Дадли из-за нежелания Джейн провозгласить супруга королём. Разъярённая герцогиня приняла сторону сына и вместе с ним собиралась покинуть Тауэр, однако молодая королева настаивала на пребывании супруга рядом с ней; Джейн Дадли, невзлюбившая невестку, приняла решение не оставлять сына одного и велела ему больше не делить постель с супругой.

## Падение Дадли и смерть Джейн
Однако вскоре против королевы Джейн выступила принцесса Мария, которая смогла бежать из-под надзора в Восточную Англию. Там она стала собирать своих сторонников и потребовала, чтобы Тайный совет признал её королевой. Когда письмо Марии с требованиями прибыло в Лондон 10 июля 1553 года, Джейн Грей ужинала в семейном кругу; когда письмо было зачитано вслух, герцогиня Саффолк, мать королевы, и Джейн Дадли разрыдались. Пока супруг Джейн Дадли с войсками пребывал в Кембридже, принцесса Мария при поддержке Тайного совета и лондонского самоуправления была провозглашена королевой. Для семейства Дадли было всё кончено: отец Джейн, Генри Грей, присягнул новой королеве в надежде сохранить жизнь дочери; стражники в Тауэре получили приказ арестовать невестку, сына, саму Джейн Дадли и всех их спутников; супруг Джейн был вынужден сложить оружие и сдаться на милость победителя. Вскоре после этого, Джейн была выпущена из Тауэра. Оказавшись на свободе она попыталась вступиться перед королевой, находившейся за пределами Лондона, за своего арестованного мужа и пятерых сыновей. Тем не менее, за пять миль до лагеря Марии I Джейн Дадли была возвращена в столицу по приказу королевы. Тогда Джейн написала письмо с мольбой о помощи своей подруге леди Педжет, супруге барона Педжета, однако и это оказалось безуспешным: супруг Джейн был казнён на Тауэрском холме 22 августа 1553 года после того, как отрёкся от протестантской веры.
После восстания Уайетта, 12 февраля 1554 года, сын Джейн, Гилфорд, был обезглавлен на Тауэрском холме незадолго до казни Джейн Грей. Зная характер королевы, в июне Джейн умоляла власти позволить её оставшимся сыновьям послушать мессу. В течение оставшейся части лета 1554 года Джейн и супруг её дочери Генри Сидни старались обрести связи в окружении супруга королевы Филиппа Испанского. Осенью 1554 года были отпущены из Тауэра сыновья Джейн, хотя старший, Джон, умер вскоре после освобождения. После воссоединения с сыновьями Джейн прожила некоторое время в доме Мэри и Генри Сидни, где родился их старший сын Филип; Джейн и Филипп Испанский стали крёстными новорождённого.
Имущество Дадли было конфисковано во время судов в 1553 году. В 1554 году королева Мария возвратила Джейн часть личного имущества и даровала ей право пользования домом её покойного супруга в Челси, где Джейн умерла 15 или 22 января 1555 года. Джейн Дадли была похоронена 1 февраля на территории местной церкви. В своём завещании она пыталась обеспечить благосостояние сыновей и благодарила королеву и знатных испанцев, который её поддерживали. Так, герцогиня Альба получила в наследство зелёного попугайчика Джейн, а дону Диего де Асеведо она завещала «новое ложе из зелёного бархата со всей мебелью; и умоляла его… стать сыновьям [Джейн] отцом и братом, поскольку теперь они лишатся матери». Своей дочери Мэри Джейн оставила двести марок, а также часы, «которые принадлежали её лорду-отцу и которые она молит оберегать как великую ценность». Также в завещании она упоминала своего любимого супруга, умоляла не позволять никому вскрывать её тело, писала о своей религиозности, но при этом не упоминала никакой конкретной религии.

## Потомство
Джейн Дадли родила тринадцать детей: восемь мальчиков и пять девочек. В большинстве случаев невозможно установить точную дату их рождения, за исключением Роберта, который родился, вероятно, после старшей дочери Мэри.
- Генри (ок. 1525—1544) — погиб при осаде Булони.
- Томас (ок. 1526—1528)
- Джон (родился вероятно в 1527 году[k 1][2]; умер 21 октября 1554 года) — 2-й граф Уорик. Был женат на Энн Сеймур, дочери лорда-протектора Эдуарда Сеймура, герцога Сомерсета, и Энн Стэнхоуп[англ.]; брак был бездетным. Джон был одним из подписантов патентных писем, в которых его невестка Джейн Грей объявлялась королевой Англии. Он также участвовал в военной кампании против Марии Тюдор и среди других своих родственников оказался в Тауэре после поражения семейства Дадли. Умер вскоре после освобождения из заключения[67].
- Амброуз (ок. 1530[k 2][68] — 21 февраля 1590) — 3-й граф Уорик. Был трижды женат: первым браком на Энн Хорвуд, дочери сэра Уильяма Хорвуда[англ.] и Кассандры Грей; вторым браком на Элизабет Тэлбойс[k 3], дочери Гилберта Тэлбойса, барона Тэлбойса из Кайма, и Бесси Блаунт, фаворитки короля Генриха VIII; третьим браком на Энн Рассел, дочери Фрэнсиса Рассела, графа Бедфорда, и Маргарет Сент-Джон. Несмотря на три брака Амброуз умер бездетным: его единственная дочь от первого брака умерла в младенчестве. Амброуз как и его братья оказался в Тауэре, однако был освобождён после ходатайства Генри Сидни.
- Генри (ок. 1531—1557[69]) — был женат на Маргарет Одли, дочери Томаса Одли[англ.], барона Одли из Уолдена, и его второй жены Элизабет Грей. Как и его братья, Генри оказался в Тауэре, однако был освобождён после ходатайства Генри Сидни. Был убит в битве при Сен-Кантене.
- Мэри (ок. 1530/1535 — 1586) — фрейлина при дворе королевы Елизаветы I. Была замужем за придворным Генри Сидни, от которого родила восемь детей, среди которых были поэт и поэтесса Филип и Мэри Сидни.
- Роберт (24 июня 1532 — 4 сентября 1588) — 1-й граф Лестер, фаворит королевы Елизаветы I. Был дважды женат: первым браком на Эми Робсарт, дочери сэра Джона Робсарта и Элизабетт Скотт; вторым браком на Летиции Ноллис, дочери сэра Фрэнсиса Ноллиса[англ.] и Кэтрин Кэри, которая по матери приходилась племянницей королеве Елизавете I. От второго брака у Роберта был один сын, умерший в детстве, и ещё один был незаконнорождённый. Как и его братья, Роберт оказался в Тауэре, однако был освобождён после ходатайства Генри Сидни.
- Гилфорд (ок. 1535 — 12 февраля 1554) — был женат на «девятидневной королеве» Джейн Грей и казнён вместе с ней после восшествия на престол королевы Марии I.
- Чарльз (1537—1542)
- Кэтрин (ок. 1538 или 1543—1545[k 4] — 14 августа 1620) — была замужем за Генри Гастингсом, 3-м графом Хантингдоном. Детей не имела.
- Темперанс (ум. 1552)
- Кэтрин — умерла в детстве.
- Маргарет — умерла в детстве.

## Комментарии
1. ↑  Достоверно известно, что Джон был третьим сыном и скорее всего третьим ребёнком Джона и Джейн Дадли.
2. ↑  Достоверно известно, что Амброуз был четвёртым сыном Джона и Джейн Дадли.
3. ↑  Элизабет унаследовала баронство отца после смерти двоих братьев, однако сама наследников не оставила.
4. ↑  Достоверно известно, что Кэтрин была самой младшей из выживших дочерей Джона и Джейн Дадли.